# SadSvit
SadSvit, pseudonimo di Bohdan Rozvadovs'kyj (in ucraino Богдан Розвадовский?; Ivano-Frankivs'k, 1º maggio 2004), è un cantante ucraino.

## Biografia
Originario di Ivano-Frankivs'k, ha frequentato la Prykarpats'kyj nacional'nyj universytet imeni Vasylja Stefanka. Nel dicembre 2021 è stato pubblicato il suo album in studio d'esordio, intitolato Cassette. Il secondo disco, dal titolo 20&21, è invece uscito due giorni dopo.
Syluety, contenuta nel terzo LP Neonova mrija (2023), è stata la hit più ascoltata a livello nazionale su Spotify durante il 2023. Discorso simile su Apple Music. Nel novembre 2024 è stato presentato il quarto LP Cvit mahnoliï, anticipato dagli estratti Napevno ty, Toj chto pisnju hrav e Tvij promin'.

## Discografia

### Album in studio
- 2021 – Cassette
- 2021 – 20&21
- 2023 – Neonova mrija
- 2024 – Cvit mahnoliï

### Singoli
- 2021 – Polum"ja
- 2021 – Dosi ne prydumav
- 2021 – Wild Illusion
- 2022 – Dvoje
- 2022 – Nebo
- 2022 – Personaži
- 2022 – Cassette
- 2022 – Svitanok
- 2022 – Dodomu (con Džozers e Sad Novelist)
- 2022 – Kvartaly (con Mija Ramari)
- 2022 – Povertajsja žyvym (con Morphom)
- 2022 – Bula vesna (con Palindrom)
- 2022 – Syluety (con Struktura Ščastja)
- 2023 – Tvoja duša (con Archez)
- 2023 – Avtomahistrali (con Lilu45)
- 2023 – Dotyky (con Golubenko)
- 2023 – Kvity
- 2024 – Luhy (con Do Sliz)
- 2024 – Napevno ty
- 2024 – Toj chto pisnju hrav
- 2024 – Tvij promin'
- 2025 – My (con Tina Karol')
- 2025 – Terpy (con Artem Pyvovarov)
- 2025 – Estafeta straždan' (con Apatija)

## Tournée
- 2025 – European Tour